# Wilhelm von Brescia
Wilhelm von Brescia bzw. Guglielmo da Brescia; auch: Guglielmo (de) Corvi/Corvis, Guilielmus Brixiensis, Guillaume de Brescia und Guillelmus Aggregator (* 1250; † 1326 in Paris), war italienischer Mediziner und Professor in Padua und Bologna.

## Leben
Wilhelm stammte aus Canneto sull’Oglio bei Brescia. In Padua hielt er um 1274 besoldete Vorlesungen über Logik und Philosophie. Engelbert von Admont war dort sein Schüler. Etwa 1280 wechselte er an die Medizinische Fakultät nach Bologna, wo er Schüler von Taddeo Alderotti war, spätestens 1286 als Magister wirkte und Vorlesungen über die aristotelische Physika abhielt.
1298 wurde er neben dem befreundeten Simon von Genua Leibarzt von Papst Bonifatius VIII. und dessen Nachfolgern bis Johannes XXII. Unter Clemens V. wurde Wilhelm Hauskaplan und 1307 Richter am päpstlichen Appellationsgericht.
1326 gründete er, als Archidiakon von Bologna, das Collegio Bresciano für arme auswärtige Scholaren jeder beliebigen Nation. Es bestand noch bis 1434. 1326 hielt er sich in Paris auf.

## Veröffentlichungen
- Consilia
- Practica
- Quaestitiones de theriaca
- Quaestitiones
- Regimen confortationis et conservationis visus
- Opus de aegritudinibus renum et vesciae
- Kommentar zu Avicennas „Kanon“ und zu den hippokratischen Aphorismen

## Werkausgaben
- Michael R. McVaugh: Theriac at Montpellier 1285-1325 (with an edition of the 'Questiones de tyriaca' of William of Brescia). In: Sudhoffs Archiv. Band 56, Heft 2, 1972, S. 113–144.